# Кейбл, Ховард
Ховард У. «Соуп» Кейбл (англ. Howard W. "Soup" Cable; 4 апреля 1913, Акрон, штат Огайо, США — 19 февраля 1995, Проспект, штат Кентукки, США) — американский профессиональный баскетболист. Двукратный чемпион НБЛ (1939—1940).

## Ранние годы
Ховард Кейбл родился 4 апреля 1913 года в городе Акрон (штат Огайо), там же учился в Западной школе, в которой играл за местную баскетбольную команду. В 1937 году закончил Акронский университет, где в течение четырёх лет играл за команду «Акрон Зипс», в которой провёл успешную карьеру. При Кейбле «Зипс» ни разу не выигрывали ни регулярный чемпионат, ни турнир конференции Independent, а также ни разу не выходили в плей-офф студенческого чемпионата США.

## Профессиональная карьера
Играл на позиции лёгкого форварда, атакующего защитника и центрового. В 1937 году Ховард Кейбл заключил соглашение с командой «Акрон Файрстоун Нон-Скидс», выступавшей в Национальной баскетбольной лиге (НБЛ). Позже выступал за команду «Толидо Джим Уайт Шевролетс» (НБЛ). Всего в НБЛ провёл 5 сезонов. В сезонах 1938/1939 и 1939/1940 годов Кейбл, будучи одноклубником Джерри Буша, Джека Озберна и Джона Моира, стал двукратным чемпионом НБЛ в составе «Акрон Файрстоун Нон-Скидс». Два раза включался в 1-ю сборную всех звёзд НБЛ (1939—1940), а также один раз — во 2-ю сборную всех звёзд НБЛ (1938). Всего за карьеру в НБЛ Джек сыграл 84 игры, в которых набрал 728 очков (в среднем 8,7 за игру). Помимо этого Кейбл в составе «Файрстоун Нон-Скидс» три раза участвовал во Всемирном профессиональном баскетбольном турнире, но без особого успеха.

## Смерть
Ховард Кейбл умер 19 февраля 1995 года на 82-м году жизни в городе Проспект (штат Кентукки).